# إيلان بيرن باو لاك أورثيز
إيلان بيرن باو لاك أورثيز (بالفرنسية: Élan béarnais Pau-Lacq-Orthez)‏ هو نادي كرة سلة فرنسي تأسس في 1931 ، يقع مقره الرئيسي في بو، ويلعب في الدوري الفرنسي لكرة السلة الدرجة الأولى.

## وصلات خارجية
- الموقع الرسمي